# Ethelberto II de Estanglia

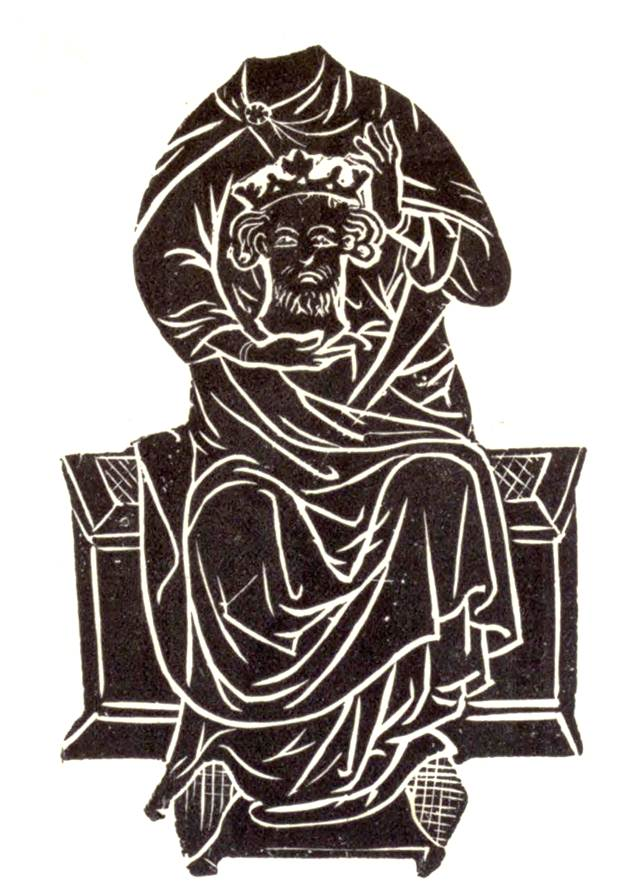
Imagen de Ethelberto II en un plato de bronce en la Catedral de Hereford.

San Ethelberto II, también llamado Etelberto o Adalberto (del inglés antiguo: Æthelbert) fue rey de Estanglia (Anglia Oriental) a finales del siglo VIII. Es venerado como santo en la iglesia católica y en la anglicana, su fiesta se celebra el 20 de mayo.

## Biografía
Se desconoce la fecha de nacimiento. Hijo de Etelredo rey de Estanglia y su esposa Leofrana. Fue un joven piadoso y lleno de humildad, inclinado a la vida religiosa, sin embargo, estaba destinado a suceder a su padre. Accedió al trono hacia 779. Igualmente se hubiera preferido mantenerse célibe pero tuvo que tomar la mano de Altrida (Ælfryth), hija de Offa rey de Mercia, a fin de unir los linajes. No obstante, hacia 794, Ethelberto fue asesinado por un hombre llamado Grimbert, con lo que Offa se apoderó del reino de Estanglia.
Al aparecer representado con su cabeza entre sus manos, forma parte de las filas de santos cefalóforos. Sus restos fueron enterrados en Hereford, donde la catedral anglicana está dedicada a él.